# Batocera thomae
Batocera thomae är en skalbaggsart som först beskrevs av Voet 1778.  Batocera thomae ingår i släktet Batocera och familjen långhorningar. Inga underarter finns listade.